# YM2608
YM2608（FM Operator type N-A、OPNA）はヤマハが開発したFM音源チップである。
YM2203とのソフトウェアレベルの互換性を保ちつつ、発音数の増加やサンプリング機能、リズム用音源を搭載するなど機能を拡張させた音源チップである。チップ内には4オペレータのFM音源6音、SSG音源3音、ADPCM音源を1チャンネル、リズム音源6音色を内蔵している。また、SSG音源を除いてステレオ制御が可能となっている。
日本電気のプレスリリースによると、1987年10月発売の「PC-8801FA/MA」のサウンド機能の強化を目的に新開発された音源チップとされている。
YM2203と同じく、プログラマブルタイマーを2系統内蔵し、8bitのI/Oポートもついている。5V単一電源で、マスタークロックは8MHz。パッケージは64ピンプラスチックSDIP（YM2608B）。DACには専用DACのYM3016（2ch出力）を使用する。
幾つかの機能の削除に加え、電気的特性、パッケージなどを変更した後継のチップであるYMF288（後述）も存在する。

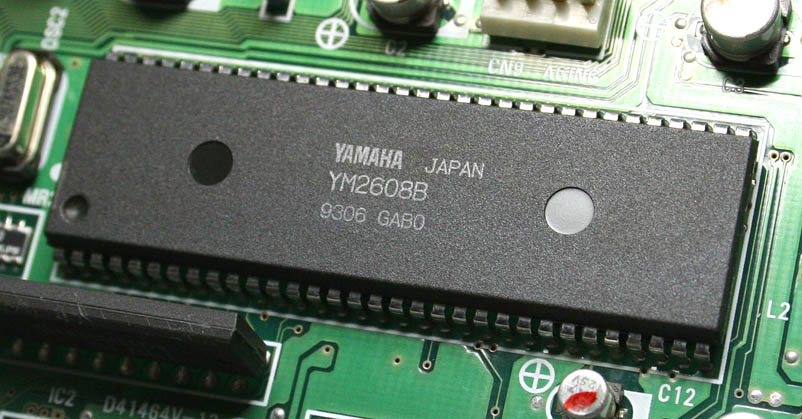
PC-9801-86音源ボード上のYM2608

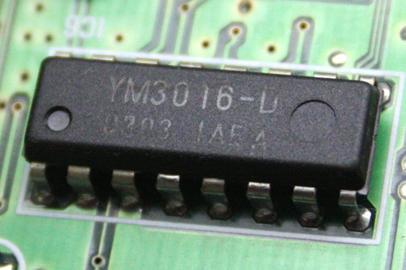
DAC YM3016

## FM音源
YM2203と比較すると、FM音源部は3チャンネルから6チャンネルへ、音声出力が二系統になることで、左右に音声の出力先を指定可能になり、音色のパラメータにはLFO機能が拡張されている。

## SSG音源
SSG音源部の機能はYM2203との違いはないが、3チャンネルが内部でミキシングされてから出力される。

## リズム音源
YM2608に内蔵されたバスドラム、スネアドラム、ライドシンバル、ハイハット（クローズ）、タムタム、リムショットの波形を独立したチャンネルとして制御可能。タムタムの音程は一種類のみで変更は出来ない。ボリュームも調整可能で、パンさせることも可能である。

## ADPCM
ADPCMは4bit、サンプリングレート2kHz～16kHzの性能で、CPUメモリ、波形専用メモリ共にアクセス可能。外部メモリは最大256KiBまで搭載可能である。再生時には2kHz～55.5kHzの範囲で自由に周波数を設定できるため、音程を変える事が可能である。

## YMF288 (OPN3-L)
YM2608の機能のうち、NEC PC-9800シリーズにて使用された機能に絞ってシュリンクされた後継チップ。SOP28(YMF288-M)とQFP44(YMF288-S)の2種類のパッケージが用意され、SOP28はNEC向け、QFP44はサードパーティ向けに供給された。ハードウェア的には、AY-3-8910互換のパラレルI/Oポートが削除され、低消費電力のスタンバイモード、レジスタの扱いの異なるYMF288モードが新設されている。消費電力そのものが削減されると共に、FM音源部、SSG音源部共にデジタル出力に変更され、汎用のDACが使用可能となった。また、レジスタアクセス時のウェイトタイムが大幅削減されている。音源チップとしてはADPCM/PCM機能とCSMモード、プリスケーラ機能の削除に伴い、該当機能のレジスタについては互換性の維持のため存在はするが機能しなくなっている。

## 搭載された機種
- YM2608
  - PC-8800シリーズ - NEC、PC-8801FA/MA/MA2/MC/PC-88VA2/VA3に搭載。それ以外の機種には「サウンドボードII」の名称で、オプションボードが用意された。
  - PC-9800シリーズ - NEC、PC-98DO+[注 4]・PC-98GS・PC-9821シリーズに搭載。拡張ボード「PC-9801-73」「PC-9801-86」でも使用されている。後者については、外付けのPCM出力を行う回路が存在し、ADPCMバッファが割愛されている。後に、有志の手により、PC-9801-86に実装されたYM2608に被せる形でADPCM用バッファを追加する基板（製品名「ちびおと」）が開発された。また、サードパーティーから、純正「PC-9801-26K」の上位互換ボードとして、「スピークボード」が発売されている。ただし、スピークボードにはPC-9801-86に搭載されたようなPCM音源は実装されていない。PCM音源も搭載するYM2608を採用したFM音源製品の例として、コンピューターテクニカのオールサウンドプレーヤ98が挙げられる。PCM音源はアナログ・デバイセズAD1848KPでMS-DOS上のソフトウェアで対応する製品はほぼ無かったが、FM音源がYM2608BであるためYMF288を搭載したボードと比べてデータの再現性では優れていた。
  - ジャンボヘキサ（プライズゲーム機） ユウビス/大平技研工業

- YMF288
  - PC-9801-86互換音源ボードの一部 - BUFFALO製SRN-F、SXM-F等、QvisionのWaveStarやWaveSMIT[注 5]など
  - PC-9821の一部機種の内蔵音源 - PC-9821Cb,Cx,Cf,Cb2,Cx2,Na7,Nx[注 6]等
  - X68000用の音源ボードMK-MU1OにもOPNAの代用品として搭載